# Complot des libelles
Pour les articles homonymes, voir Libelle (homonymie).
Le complot des libelles est une conspiration organisée en 1802 dans le grand-ouest de la France, et notamment à Rennes, contre Napoléon. Elle consistait en la diffusion de libelles et de pamphlets aux soldats dans l'ensemble des départements (majoritairement à Paris et dans les départements de l'ouest) cachés dans des jarres utilisées pour conserver et transporter le beurre.

## Sources